# フェルディナント・ブランドナー
フェルディナント・ブランドナー（Dr. Ferdinand Brandner、1903年11月17日 - 1986年12月20日）は、オーストリアの航空機技術者である。ナチス・ドイツでは親衛隊大佐の地位にあり、第二次世界大戦後のオソアヴィアヒム作戦によりソビエト連邦で抑留されている期間にこれまでに最も出力の高いターボプロップ・エンジンであるクズネツォフ NK-12の開発を担当した。

## 生涯
ブランドナーは1903年11月17日にズデーテン・ドイツ人の両親の下にウィーンで生まれた。父親は下級官吏であった。1921年にオーバーラント義勇軍に入隊し、勉学のためにウィーンへ移り、1925年には工学の分野で学位を取得するとラインラントにあるフンボルト・ドイツ・モトーレン社で機関車用ディーゼルエンジンの開発を始めた。
1930年にブランドナーは（the National Socialist Factory Organization）と国家社会主義ドイツ労働者党（NSDAP）の技術工学部門（the Technical Engineers Division）に参加し、1935年にオーストリアNSDAPの技術コンサルタントに就任した。親衛隊では親衛隊大佐（Standartenführer）の地位にまで昇進することになった。
1936年にブランドナーはデッサウにあるユンカース・モトーレンバウ工場で航空機用エンジンの設計に携わり、その後はドイツの戦争遂行のために働くこととなった。
第二次世界大戦終結間近の1945年春にブランドナーは避難しようとしているところをプラハ近郊で赤軍により身柄を確保され、オソアヴィアヒム作戦の一環としてモスクワへ空路で移送されてニコライ・クズネツォフと共に働くように配属された。その後にソ連はデッサウのユンカース工場とシュタスフルトのBMW工場を解体してソ連邦内のクイビシェフへ持ち去った。
共産主義からの離脱を望んでいたブランドナーは、1953年にソ連邦から解放されてオーストリアに帰国した。アンドリッツ・マシーネンファブリーク社で技術担当部長として働き始め、そこからBMW航空機エンジン社の経営幹部になった。
1959年にブランドナーはヨーロッパを離れ、最高機密の航空機開発計画のために政府が第二次世界大戦時のドイツの科学者の雇用を進めていたエジプトへと渡った。コードネーム"135"と命名されたブランドナーのプロジェクトは、既に製作されていた戦闘機用のジェットエンジンの開発であった。1962年にエジプトのドイツ人科学者たちの存在が世界中に報道され、イスラエルから西ドイツへかけての地域的な緊張を産み出した。
1972年から1973年にかけてブランドナーは教授として中華人民共和国で働き、エンジン製造技術を伝授した。
ブランドナーは1986年12月20日にザルツブルクで死去した。

## 航空分野の設計

### ナチス・ドイツ時代

#### Jumo 222
1937年にブランドナーが率いる設計チームは、出力3,000 hpのユンカース ユモ 222エンジンの開発を命じられ、その後の1941年に生産段階に入った。

#### Ju 288
1941年にブランドナーが率いる設計チームは、ドイツ航空省さら最優先事項に指定されたユンカース Ju 288爆撃機の開発を担当した。

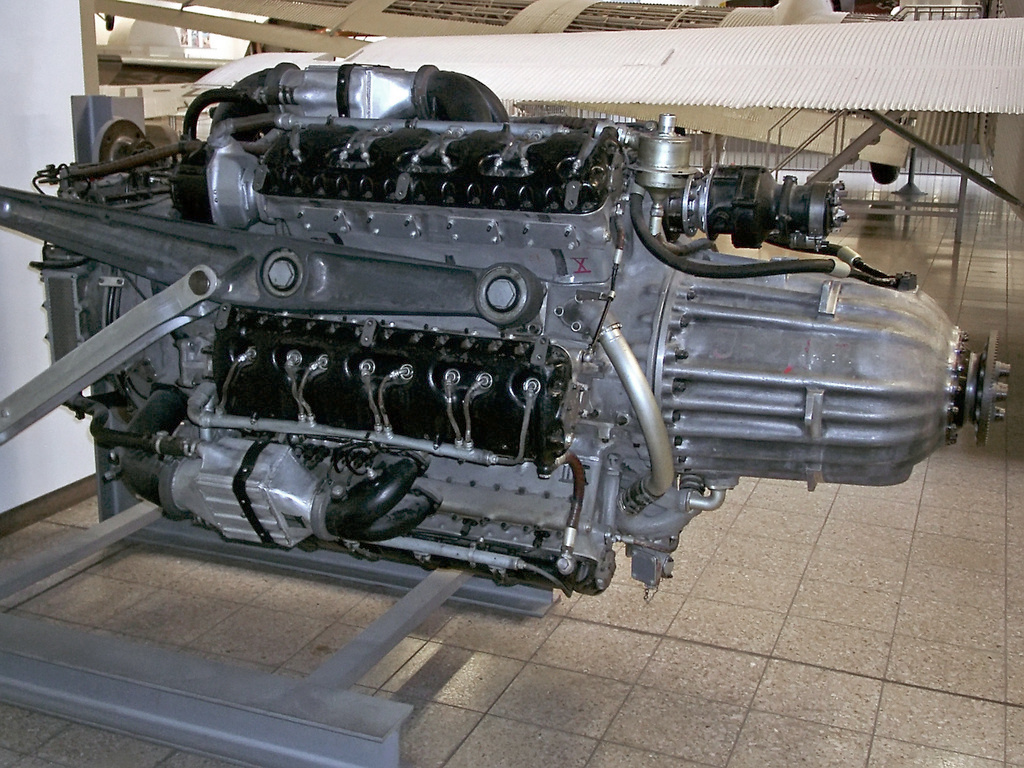
ユンカース ユモ 222
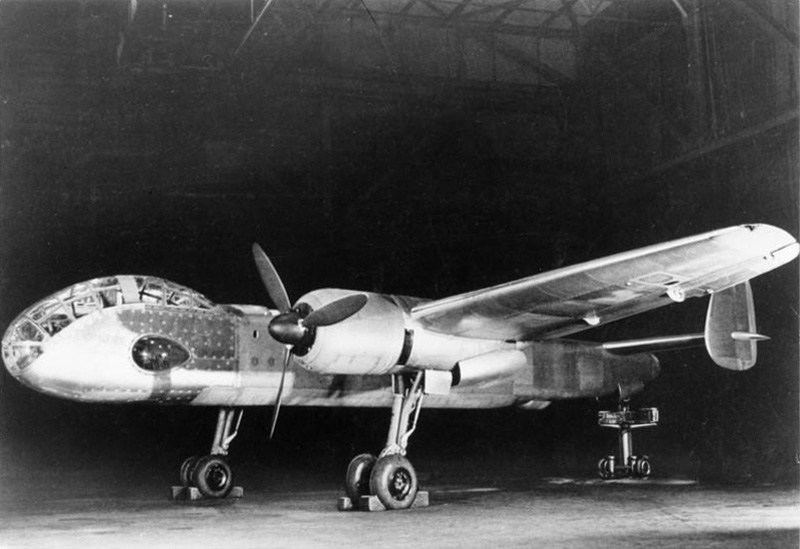
ユンカース Ju 288の試作初号機

### ソビエト連邦時代

#### RD-10

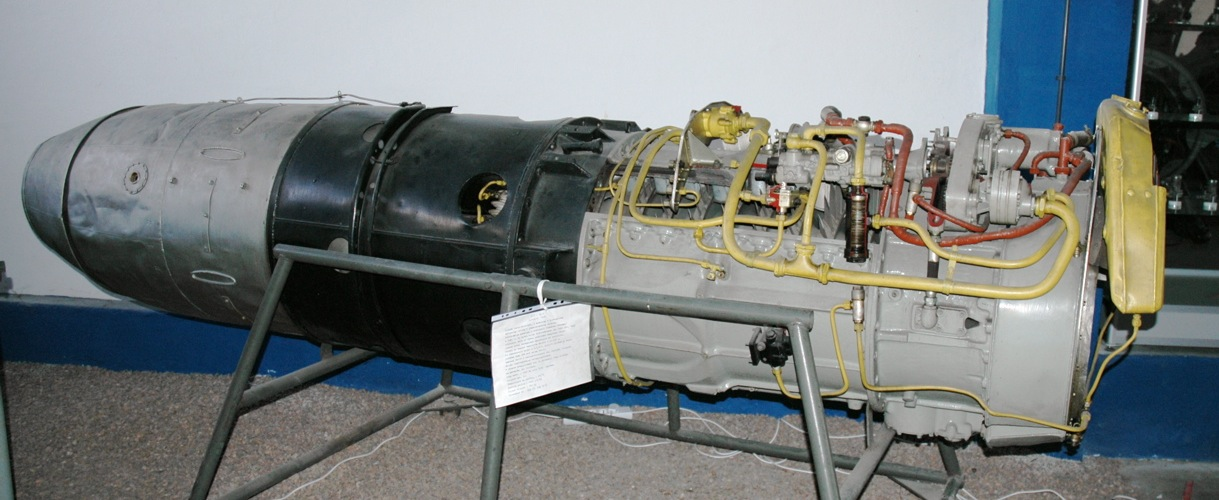
ツマンスキー RD-10

ブランドナーが率いる設計チームは、1944年からドイツで開発に携わっていたJumo 004エンジンを再製作し、これはRD-10というソ連での名称で知られるようになった。

#### Jumo 012
1947年にブランドナーが率いる設計チームは、ソ連上層部の要請を受けて戦時中のドイツで開発していた高出力のJumo 012エンジンの再製作を行った。このエンジンは1948年に完成したが、量産は中止された。

#### TW-2/NK-4
012エンジンの作業が中止されるとブランドナーが開発責任者となって出力6,000 hpのJumo 022エンジンの設計と製作が始まった。この計画のソ連の名称はTW-2とNK-4であった。このエンジンは1950年10月に国家の領収試験に合格し、TV-022と2TV-2Fエンジン開発の先駆けとなった。

#### NK-12

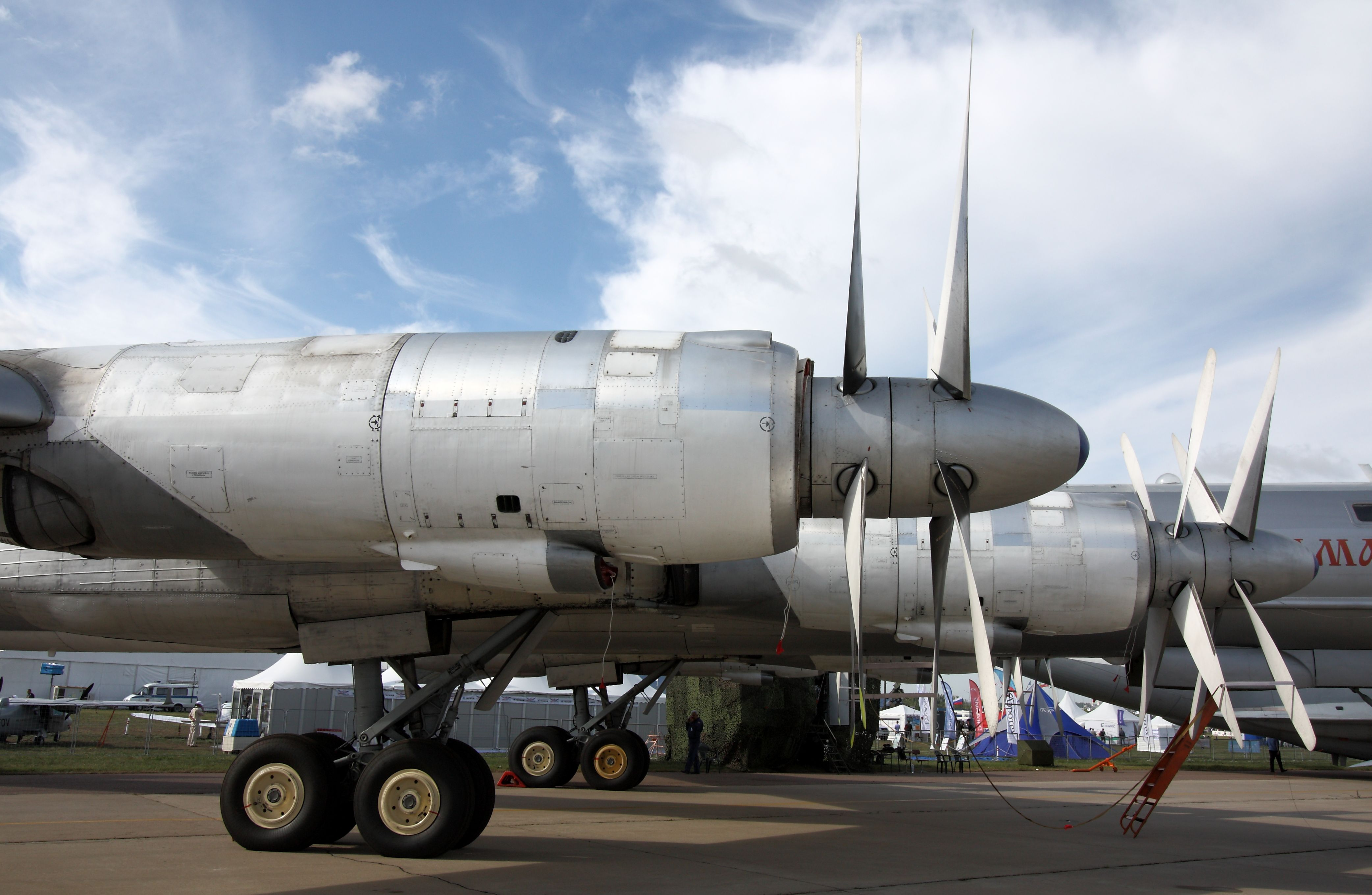
ツポレフ Tu-95のNK-12M ターボプロップ・エンジン

ブランドナーは後にクズネツォフ NK-12として知られるようになるソ連の要求する新しい出力12,000 hp級エンジンの開発に専念する開発陣の指導者となった。このエンジンは1953年に最初の試験が行われ、満足すべき性能を発揮し、最初にツポレフ Tu-95に搭載された。

##### ソ連の遺産
ソビエト連邦でのブランドナーの業績は、ソ連の大型ターボプロップ・エンジン生産の標準となり、最終的にブランドナーのリーダーシップの下で世界で最も高出力な航空機用ターボプロップ・エンジンであるクズネツォフ NK-12が誕生した。

### エジプト時代

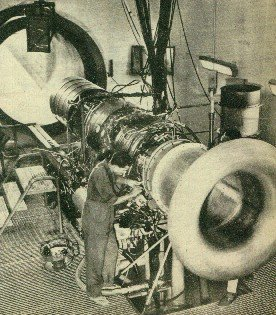
試験中のブランドナー E-300

当時エジプト政府が製作していたヘルワン HA 300戦闘機に搭載するエンジン用にブランドナー E-300が設計されたが諸般の事情により計画は破棄され、実際には飛行しなかった。